# Chloraea bella
Chloraea bella là một loài thực vật có hoa trong họ Lan. Loài này được Hauman mô tả khoa học đầu tiên năm 1920.